# CcMixter
ccMixter.org è un sito di musica che promuove la cultura del remix e del creare campioni e tracce "a cappella" sotto licenza Creative Commons, disponibili per lo scaricamento ed il riuso in opere dell'ingegno e creative.
I visitatori hanno la possibilità di ascoltare, campionare, mischiare, o interagire con la musica in molti modi, incluso lo scaricamento e l'uso delle tracce e dei campioni nei loro stessi remix.
In altri siti che offrono un servizio simile, viene stipulato un accordo in cui l'utente rinuncia ai suoi diritti una volta creata la canzone.
In ccMixter.org tutto il materiale può essere usato in qualsiasi altro luogo.
Il sito contiene oltre 10.000 campioni da un'ampia varietà di artisti, inclusi personaggi come i Beastie Boys e David Byrne.
Come fenomeno culturale, ccMixter rappresenta una risposta diretta a quello che alcuni dicono sia la crescente propensione alla litigiosità di organizzazioni come la RIAA che evita che gli artisti si approprino di elementi di opere di altri per un riuso creativo.
Il sito è nato da un progetto Creative Commons, ma nell'ottobre 2009 ha licenziato il nome ccMixter e trasferito le operazioni alla ArtisTech Media, una società gestita da membri della comunità ccMixter.
Il progetto mantiene stretti legami organizzativi con etichette di musica aperta e indipendente come Magnatune e Barely Breaking Even (BBE).
Il sito è eseguito su ccHost, un CMS multimediale open source che è in grado di tener traccia di come i contenuti vengano remixati.

## Artisti famosi
- Tamara Barnett-Herrin (Calendar Girl)
- Brad Sucks
- Bucky Jonson (The Black Eyed Peas)
- DJ Vadim
- Emily Richards (anche amministratore di ArtisTech)
- Fort Minor
- Kristin Hersh
- Shannon Hurley